# Főnix Aréna
Die Főnix Aréna ist eine Mehrzweckhalle in der ungarischen Stadt Debrecen. Sie ist benannt nach der Symbolfigur der Stadt Debrecen, dem Phönix. Die Halle ist unterirdisch mit der Hódos Imre Sportcsarnok, der Heimspielstätte der Frauen-Handballmannschaft des DVSC-Fórum Debrecen, verbunden.

## Geschichte
Die Arena wurde für die Turn-Weltmeisterschaften 2002 erbaut, nachdem die eigentlich dafür vorgesehene Papp László Budapest Sportaréna nicht zum festgelegten Termin fertiggestellt werden konnte. Aufgrund des Zeitmangels wurden die Pläne der 2001 eröffneten Saku Suurhall im estnischen Tallinn genutzt und an die örtlichen Gegebenheiten angepasst. Die Grundsteinlegung wurde am 18. Februar 2002 durchgeführt. Der Bau dauerte acht Monate und konnte rechtzeitig eröffnet werden.
Die Főnix Hall wurde an einem Wochenende Anfang Oktober 2002 eröffnet. Am 4. Oktober gaben das Philharmonieorchester Kodály Filharmónia Debrecen und die Tanzgruppe Duna Művészegyüttes eine Showveranstaltung, in dessen Rahmen Bürgermeister Lajos Kósa die Debreceni Főnix Csarnok eröffnete. Am Samstag, dem 5. Oktober, boxte der Ungar Zsolt Erdei im Halbschwergewicht gegen den Südafrikaner Jim Murray um den WBO-Interkontinental-Titel. Erdei gewann den Kampf nach K. o. in der fünften von 12 Runden. Zum Abschluss der Eröffnungsveranstaltungen fand am Sonntag Hallenfußball in der Arena statt. Am Morgen gab es ein Turnier für Kinder. Am Abend fand ein Spiel zwischen Politikern und Medienvertretern, verstärkt durch ehemalige Profifußballer, statt.
Seit seiner Eröffnung ist der Bau Schauplatz verschiedener Sportveranstaltungen wie Eishockey, Futsal, Basketball, Boxen, Handball, Tennis, Tanzen, Ballett oder Shorttrack.
Im Vorfeld der Handball-Europameisterschaft der Männer 2022 wurde die Sportarena für die Austragung einiger Partien renoviert. Mitte Oktober 2021 wurde der sanierte Bau übergeben. Im Zuge der Neugestaltung wurde der Name von Főnix Hall in Főnix Aréna geändert.